# Asian Boyz
Asian Boyz, eller ABZ, er en asiatisk-amerikansk gadebande. Nogle, af deres sæt er dannet i samarbejde med Crips, og bærer deraf navnet ABZ Crips. Banden blev dannet i 1985, af cambodjanske unge. Deres kendetegn er farven blå, ligesom Crips. Asian Boyz består hovedsageligt af vietnamesiske eller cambodjanske mænd.
I august 1997, blev lederen af Asian Boyz, sæt i Van Nuys, Sothi Menh, arresteret i Phnom Penh, Cambodja, og bragt tilbage til, USA efter at have flygtet, ud af landet samme år. Han var eftersøgt for fem bande-relaterede mord i San Fernando Valley i 1995. Den 20. september, 1998, blev syv medlemmer af Asian Boyz sigtet for syv mord, 18 drabsforsøg og fem tilfælde af sammensværgelse om at begå mord i, Van Nuys, Californien i 1995. I 1995 dræbte Asian Boyz mindst fem personer, inklusiv tre teenagere, som døde i en bilulykke på motorvejen efter at være blevet beskudt af banden. I 1998, vidnede en af bandens medlemmer, Truong Dinh, om flere mord som banden skulle have begået. For at forsøge, at afholde Dinh fra at vidne i retten, skød og dræbte banden hans far, dagen før retssagen begyndte.
Tre medlemmer af banden blev anklaget for at slå en 15-årig dreng ihjel, i Utica, New York i januar 2007. Bandemedlemmerne er involveret i produktion og transport af metamfetamin, MDMA, marihuana. Banden anslås til at være den næststørste asiatiske bande, og den 12. største i USA.